# 圣克鲁斯德安瓜斯
圣克鲁斯德安瓜斯，是西班牙卡斯蒂利亚-莱昂索里亚省的一个市镇。总面积34平方公里，总人口67人（2001年），人口密度2人/平方公里。